# Micropora acuminata
Micropora acuminata är en mossdjursart som beskrevs av Winston 2005. Micropora acuminata ingår i släktet Micropora och familjen Microporidae.
Artens utbredningsområde är Mexikanska golfen. Inga underarter finns listade i Catalogue of Life.